# Helictotrichon sedenense
Helictotrichon sedenense là một loài thực vật có hoa trong họ Hòa thảo. Loài này được (DC.) Holub mô tả khoa học đầu tiên năm 1970.